# Uruk Sulcus
Uruk Sulcus je svijetlo područje žljebastog terena u blizini Galileo Regio na Jupiterovom mjesecu Ganimedu. Smatra se da je mlađi od tamnijeg materijala u Galileo Regio i sličnim regijama drugdje na Ganimedu.